# Basic (сленг)
«Basic» — це сленговий термін в масовій культурі США, який використовується зневажливо для опису поверхневих або надто передбачуваних людей, чия поведінка та уподобання орієнтовані на продукти, тренди та музику, що мають створити враження приналежності до вищого класу. Термін виник у культурі хіп-хопу та набрав популярності завдяки реп-музиці, пісням, блогам і відео з 2011 по 2014 рік. Чоловічий аналог можна охарактеризувати терміном «бро».
Схожі терміни в інших англомовних країнах: «Дівчина з Ессексу»; «haul girls», які відомі своєю любов'ю до покупки дизайнерського одягу та завантаженням відео жанру «розпаковка» на YouTube.